# Doassansiopsis intermedia
Doassansiopsis intermedia är en svampart som först beskrevs av Setch., och fick sitt nu gällande namn av Vánky 1981. Doassansiopsis intermedia ingår i släktet Doassansiopsis och familjen Doassansiopsidaceae.   Inga underarter finns listade i Catalogue of Life.